# ∞Changing∞
『∞Changing∞』（チェンジング）は、Bon-Bon Blancoの11枚目のシングル。

## 内容
- 約半年ぶりとなったIZUMI在籍最後のシングルはテレビ東京系「ヤマトナデシコ七変化」エンディング・テーマ。
- 初回盤は写真集付きであるが、通常版は「カラッといこう〜Adios,Amigos!〜」を収録。
- 「朝日と海とこの想い」はモーニング娘。、Berryz工房、℃-uteなどの編曲を手掛ける平田祥一郎による作曲・編曲。

## 収録曲

### 初回盤
1. ∞Changing∞
作詞：凛々 作曲：小澤正澄　編曲：大島こうすけ
2. 朝日と海とこの想い
作詞：比留間徹　作曲・編曲：平田祥一郎

### 通常版
1. ∞Changing∞
2. 朝日と海とこの想い
3. カラッといこう〜Adios,Amigos!〜
作詞：佐々木美和　作曲：Hiya & Katsuma　編曲：DJ ME-YA